# Juno (film)
Juno este un film comedie - dramă din 2007, regizat de Jason Reitman și scris de Diablo Cody. Elliot Page joacă rolul personajului care dă titlul filmului, o adolescentă care se confruntă cu o sarcină neplanificată. În alte roluri apar Michael Cera, Jennifer Garner și Jason Bateman.
Filmul s-a bucurat de o primire caldă din partea criticilor, mulți dintre ei incluzând filmul în lista celor mai bune zece filme din 2007. A câștigat premiul Oscar pentru Cel mai bun scenariu original , și a primit încă trei nominalizări la aceleași premii, inclusiv pentru Cel mai bun film. Un succes financiar, Juno a recuperat bugetul de 6.5 milioane de dolari în numai 20 de zile, dintre care 19 filmul fusese o lansare limitată, ajungând să câștige de 30 de ori mai mult.